# Пауліна Саксен-Веймар-Айзенаська
Пауліна Саксен-Веймар-Айзенаська (нім. Pauline von Sachsen-Weimar-Eisenach), повне ім'я Пауліна Іда Марія Ольга Генрієтта Катерина Саксен-Веймар-Айзенаська (нім. Pauline Ida Marie Olga Henriette Katherine von Sachsen-Weimar-Eisenach), 25 липня 1852 — 17 травня 1904) — німецька принцеса з дому Саксен-Веймар-Айзенах, донька принца Германа Саксен-Веймар-Айзенаського та вюртемберзької принцеси Августи, дружина спадкоємного принца Саксен-Веймар-Айзенаху Карла Августа.

## Біографія
Пауліна народилася 25 липня 1852 року у Штутгарті. Вона стала первістком в родині принца Германа Саксен-Веймар-Айзенаського та його дружини Августи Вюртемберзької, з'явившись на світ наступного року після їхнього весілля. Згодом родина поповнилася молодшою донькою та п'ятьма синами. Мешкало сімейство у Веймарському палаці в Штутгарті. 

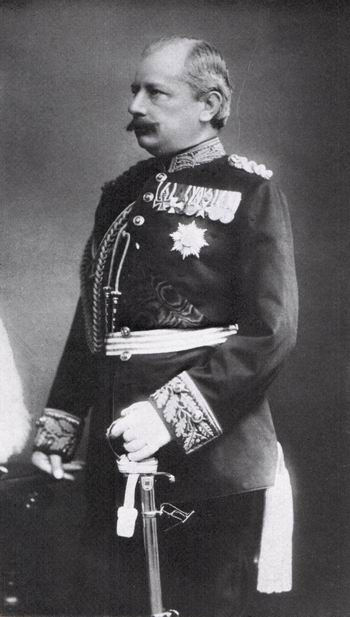
Карл Август, близько 1890 року

У 21-річному віці Пауліна одружилася із 29-річним спадкоємним принцом Саксен-Веймар-Айзенаху Карлом Августом, який доводився їй троюрідним братом. Весілля відбулося 26 серпня 1873 року у Фрідріхсгафені. У подружжя народилося двоє синів. 
Карл Август помер у віці 50 років, так і не ставши великим герцогом. Пауліна після цього багато часу проводила в Італії, відвідувала італійський двір Умберто I. Поширювалися чутки, що вона уклала морганатичний шлюб зі своїм камергером. У великому герцогстві вона була непопулярною серед народу, так само як і в колі власної родини. Змальовували її як надзвичайно товсту жінку.
Хоча вона й була відсутньою більшу частину часу при Айзенаському дворі, їй вдавалося ускладнювати й без того нелегке становище своєї невістки Кароліни. Померла Пауліна раптово, від серцевої хвороби 17 травня 1904 року, прямуючи з Рима до Флоренції. Тіло було доправлене до Флоренції. Поховали її в князівській усипальниці у Веймарі.
Невістка Пауліни пережила її рівно на вісім місяців та пішла з життя за загадкових обставин.

## Родина
Дружина — Карл Август
Дітиː
- Вільгельм Ернст (1876—1923) — великий герцог Саксен-Веймар-Айзенаху у 1901—1918 роках, був одруженим із Кароліною Ройсс-Грайцької, а згодом — із Феодорою Саксен-Майнінгенською, мав четверо дітей від другого шлюбу.
- Бернхард (1880—1900) — одруженим не був, дітей не мав.

## Титули
- 25 липня 1852—26 серпня 1873 — Її Високість Принцеса Пауліна Саксен-Веймар-Айзенаська;
- 26 серпня 1873—22 листопада 1894 — Її Королівська Високість Спадкоємна Велика Герцогиня Саксен-Веймар-Айзенаху;
- 22 листопада 1894—17 травня 1904 — Її Королівська Високість Вдовіюча Спадкоємна Велика Герцогиня Саксен-Веймар-Айзенаху.